# Маринелли, Джованни Джузеппе
Джованни Джузеппе Маринелли (итал. Giovanni Marinelli; 28 февраля 1846, Удине — 2 мая 1900, Флоренция) — итальянский географ и политик.

## Биография
После завершения учёбы в университете Удине стал ассистентом по географии, а затем профессором истории и географии в альма матер.
Впоследствии в 1878 году стал профессором географии Падуанского университета; в 1893 году переехал во Флоренцию, где основал Общество географических и колониальных исследований и руководил «Итальянским географическим обозрением».
Создал ряд метеорологические станции в Альпах, основал новейшую школу итальянской географии, обращающей главное внимание на физические особенности страны.
С 1890 года был членом Палаты депутатов Италии.

## Избранные труды
- «Della geografia scientifica e di alcuni suoi nessi» (Рим, 1879),
- «Saggio di cartografia della Regione Veneta»,
- «La geografia e i Padri della Chiesa» (1882),
- «La superficie del Regno d’Italia» (Рим, 1883),
- «Terra, trattato populare» (Милан),
- «Le Alpi Carniche» (Турин, 1888),
- «Sin соlli Euganei» (Падуя, 1888),
- «Venecia nella storia della cartografia» (Венеция, 1889),
- исторический атлас и т. п.